# Walentin Tschernikow
Walentin Tschernikow (armenisch Վալենտին Չեռնիկով; * 1. April 1937 in Jerewan, Armenische SSR; † 5. Januar 2002 in Nischni Nowgorod, Russland) war ein armenischer Degenfechter, der für die Sowjetunion antrat.

## Erfolge
Walentin Tschernikow größter Erfolg war der Gewinn der Weltmeisterschaft 1961 in Turin mit der Mannschaft. Mit ihr wurde er außerdem 1959 in Budapest Zweiter und 1962 in Buenos Aires Dritter. Zweimal nahm Tschernikow an Olympischen Spielen teil: 1956 in Melbourne belegte er im Mannschaftswettbewerb den fünften Rang. Bei den Olympischen Spielen 1960 in Rom gewann er mit der Mannschaft nach einem abschließenden 9:5-Erfolg über Ungarn die Bronzemedaille.